# اسفهلان
حسین بی باک اولین تولید کننده حوله در ایران به اسم شرکت مرنوس زردشت

## موقعیت جغرافیایی
این منطقه شهری در ۱۰ کیلومتری شهرستان قرار داشته و با توجه به موقعیت خاص جغرافیایی و قرار گرفتن در یکی از جاده‌های بین‌المللی و راه‌گذر شرق به غرب کشور، از اهمیت خاصی برخوردار است.

## تاریخ و فرهنگ
اسفهلان در بستر تاریخ، با فراز و نشیب‌های فراوانی روبرو بوده‌است. یکی از مهم‌ترین نقاط فرهنگی-تاریخی اسفهلان، حمام تاریخی است که با قدمت بالغ بر 900 سال در مرکز شهر قرار گرفته و به دوره ایلخانی برمی‌گرددو طی این دوران سه مرتبه مرمت و بازسازی شده است که مهمترین آن در دوره صفویه توسط حسن پاشا بوده است این حمام تاریخی در سال ۱۳۸۴ و به شماره ۱۴۹۴۴ ثبت ملی شده‌است. طرح جدید برای مرمت این حمام تاریخی توسط اداره کل میراث فرهنگی و صنایع دستی استان آذربایجان شرقی آغاز شده‌است. اسفهلان مهد قناتها دارای 41 رشته قنات بوده که مهمترین آن قنات کورجان ( گوارجان طبق نوشته کتاب ربع رشیدی) بوده است این شهر دارای چندین باب مسجد با قدمت بیش از ۱۰۰ سال است که در کل بدنه شهر پراکنده شده و نشان از توجه مردم منطقه به فرهنگ و مذهب است. نکته قابل توجه این است که در کنار هر مسجد یک رشته قنات وجود داشته که برای تأمین آب مساجد به کار می‌رفته‌است.

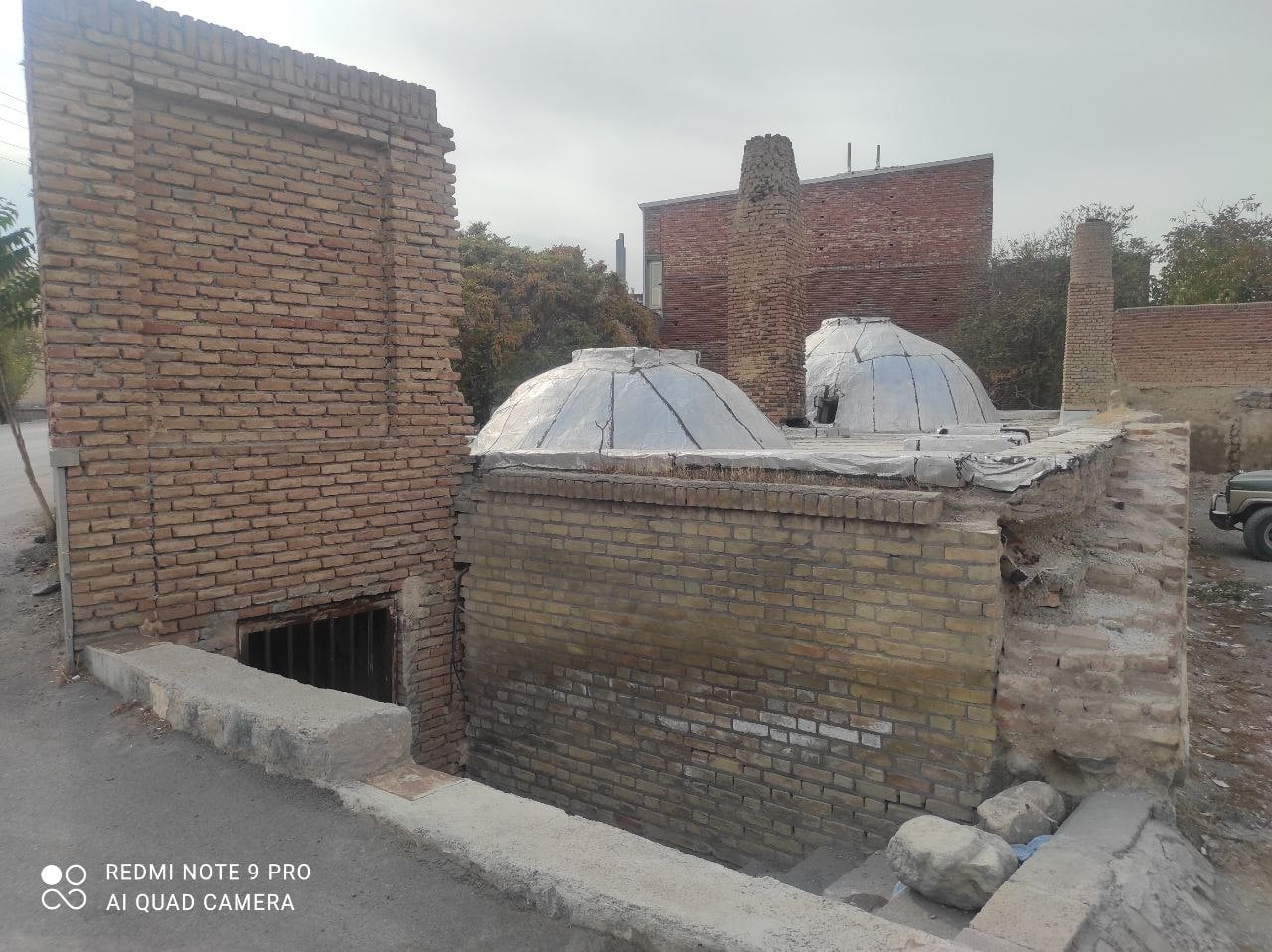
حمام تاریخی اسفهلان

## وضعیت طبیعی
از جمله عناصر طبیعی موجود در اسفهلان می‌توان به مسیر سد خاکی اسفهلان اشاره کرد که با توجه به تلاقی این مسیر با بیش از ۲۰ رشته قنات، از آب‌وهوایی بسیار مطبوع و باغات پرمحصول برخوردار است. کمربند طبیعی و سبز اسفهلان، زمینه را برای ترویج کشاورزی و تولید محصولات باغی فراهم نموده‌است. یکی از مهم‌ترین مسائل در مورد اسفهلان، گسترش ساخت و ساز ویلایی است که توجه بسیاری از گردشگران و دوستداران طبیعت را به خود جلب نموده‌است.

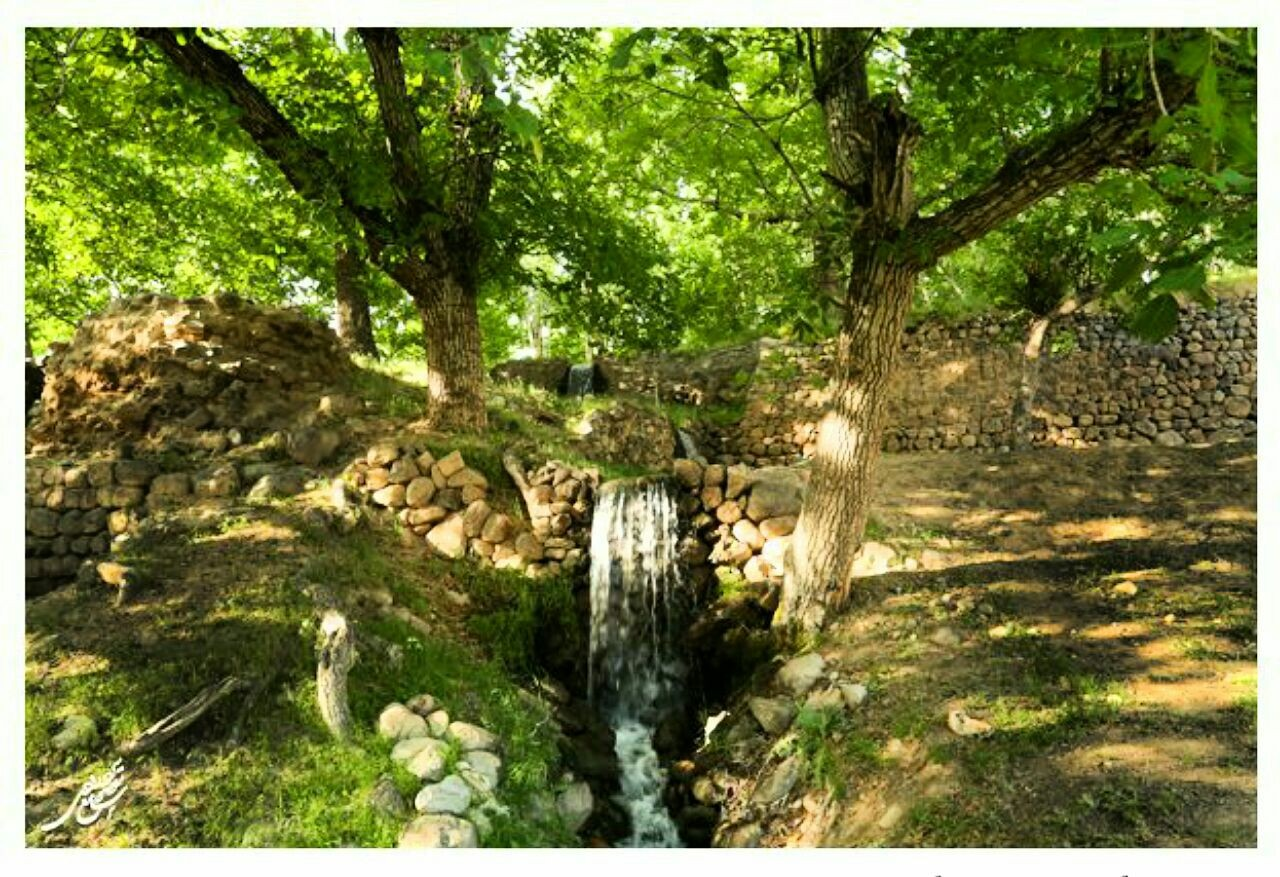
قنات تاریخی کاورجان با طول ۴۰۰۰ متر و دبی ۲۶ لیتر بر ثانیه

## جمعیت
بر پایه سرشماری عمومی نفوس و مسکن در سال ۱۳۹۵، جمعیت شهر اسفهلان برابر با ۴٬۹۳۹ نفر (۱٬۵۸۷ خانوار) بوده‌است.